# 睦南道36-48号建筑
睦南道36-48号建筑建于1921年，坐落于当时的天津英租界的香港道（Hong Kong Road）（今和平区睦南道36-48号），其中，睦南道36-38号、睦南道40-42号和睦南道44-48号目前均为重点保护等级历史风貌建筑，现为居住用房。

## 建筑风格
睦南道36-48号建筑由英商河东兴业公司投资，永固工程司设计，位于今和平区新华路与河北路之间，为三幢沿街布置的砖木结构二层毗连式别墅，并且每个单元均设有院落。总建筑面积为4000平方米，其中占地面积为3900平方米，建筑外立面为拉毛抹灰墙面，局部为清水墙面，墙面用抹灰形成外露木屋架形式。顶部为高耸的大筒瓦多坡屋面。是一处具有英国民居特征的建筑群。

## 建筑图片

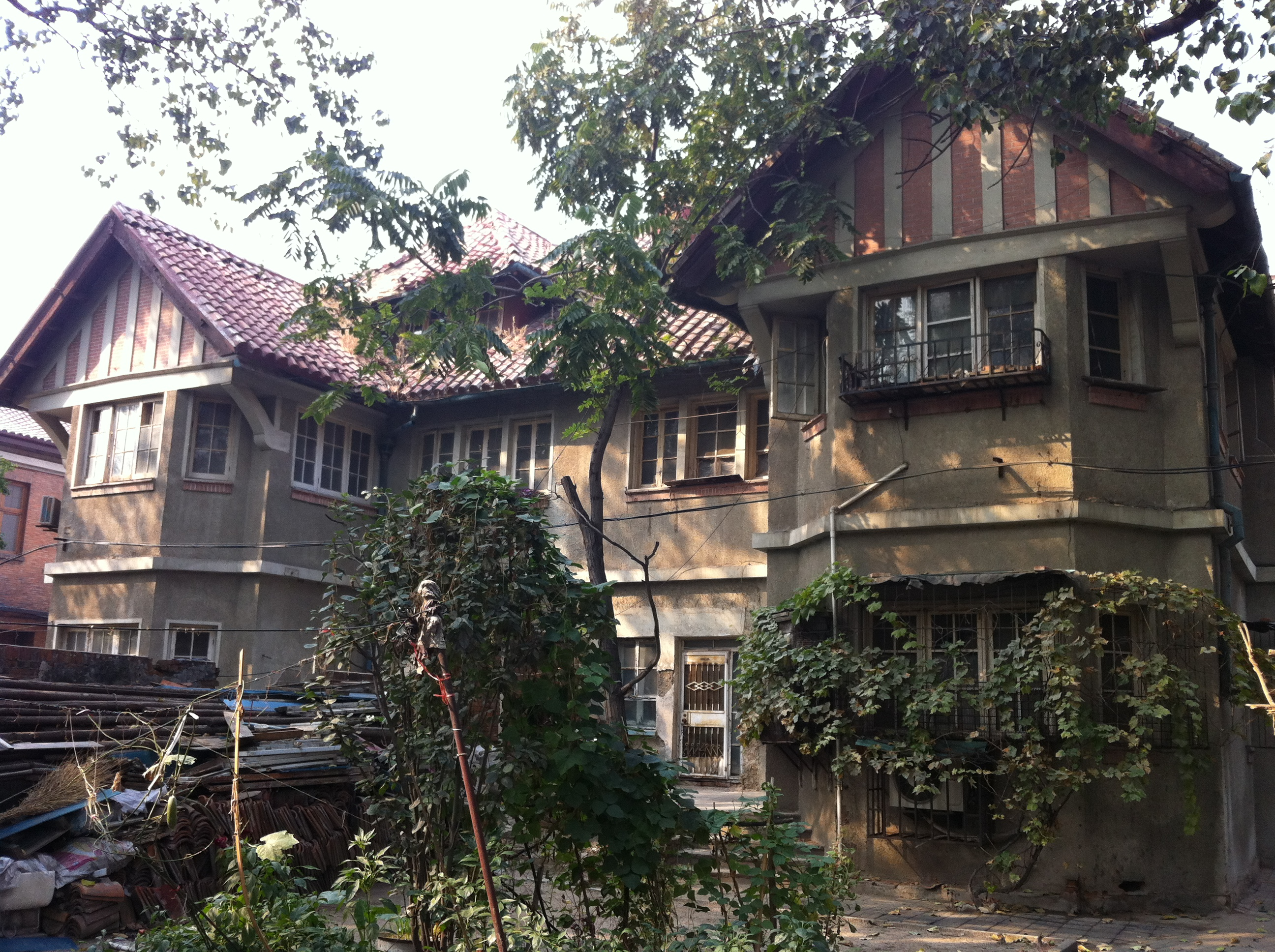
睦南道44-48号
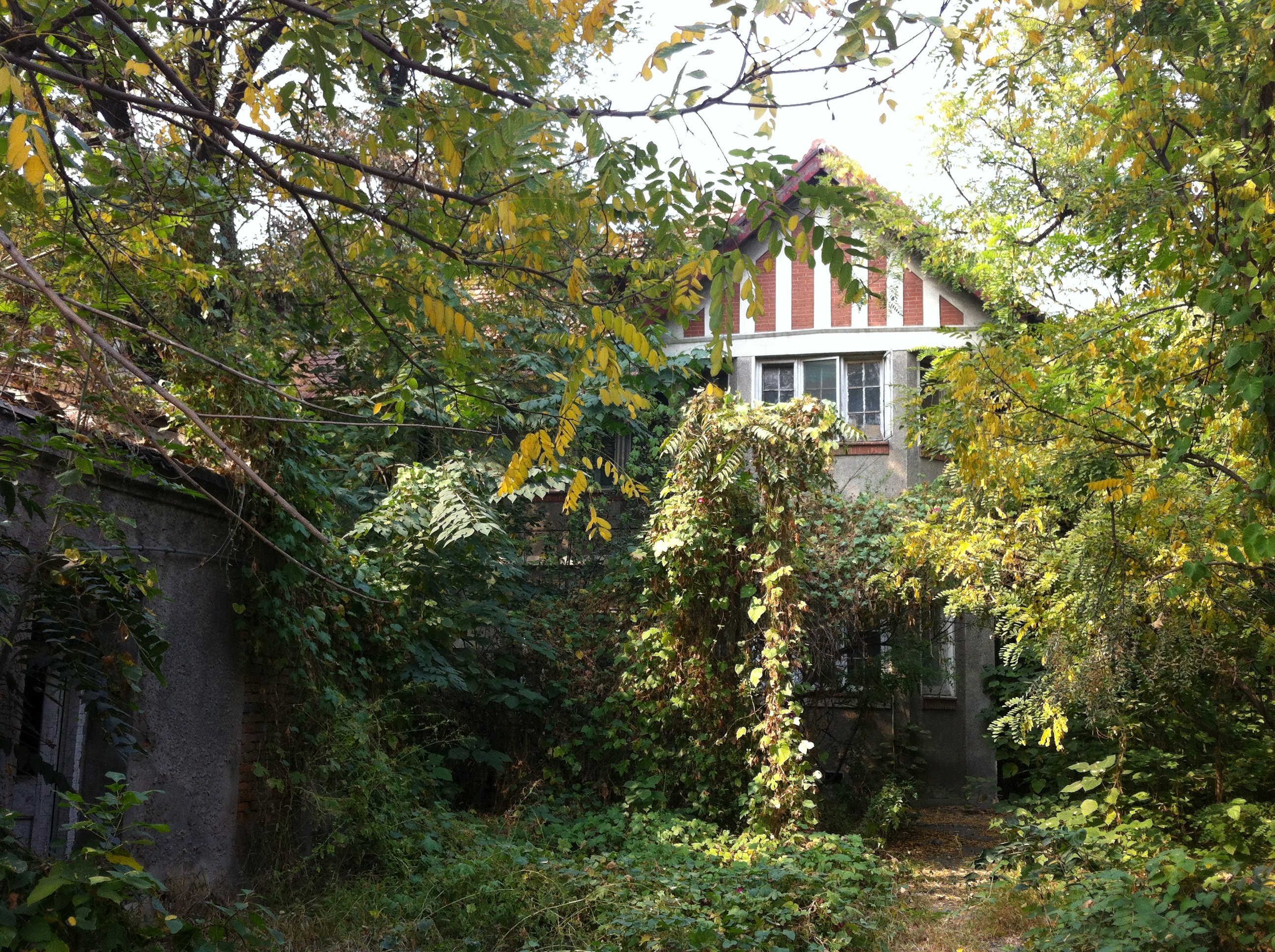
睦南道40-42号铭牌

## 内部链接
- 重庆道26-28号建筑